# Керстін Ковальські
Керстін Ковальські (25 січня 1976 , Потсдам ) — німецька академічна веслувальниця, дворазова олімпійська чемпіонка, триразова чемпіонка світу.

## Біографія
Керстін Ковальські народилася 25 січня 1976 року в Потсдамі, НДР. Проходила підготовку у головному клубі «Потсдаму» під керівництвом Ютти Лау. Тренувалася разом із сестрою-близнюком Манею, з якою згодом виступала в одному екіпажі протягом більшої частини своєї спортивної кар'єри.
Вперше заявила про себе у веслуванні у 1994 році, вигравши золоту медаль у парних четвірках на чемпіонаті світу серед юніорів у Мюнхені.
У період 1995—1996 років у складі німецької національної збірної брала участь у молодіжному Кубку націй, де двічі поспіль перемагала у програмі парних двійок.
У 1997 році дебютувала на дорослому Кубку світу, зокрема у четвірках здобула бронзу на етапі в Люцерні.
У 1999 році у двійках на етапах Кубка світу у Відні та Люцерні взяла золото та срібло відповідно, тоді як у четвірках здобула перемогу на чемпіонаті світу у Сент-Катарінсі.
Завдяки низці вдалих виступів удостоїлася права захищати честь країни на Олімпійських іграх 2000 року в Сіднеї — у складі парної четвірки, куди також увійшли Майке Еверс, Мануела Лутце та її сестра Маня Ковальські, з якими стала олімпійською чемпіонкою. За це видатне досягнення пізніше була нагороджена найвищою спортивною нагородою Німеччини «Срібний лавровий лист».
Після сіднейської Олімпіади Ковальськи залишилася у складі гребної команди Німеччини і продовжила брати участь у найбільших міжнародних регатах. Так, у 2001 році у парних двійках вона перемогла на етапах Кубка світу у Нью-Джерсі, Севільї та Мюнхені, а також виграла чемпіонат світу у Люцерні.
У 2002 році здобула золоту медаль у четвірках на світовій першості в Севільї, ставши таким чином триразовою чемпіонкою світу з академічного веслування.
2003 року побувала на чемпіонаті світу в Мілані, звідки привезла бронзову медаль, виграну парних четвірках — у вирішальному фінальному заїзді поступилася лише екіпажам з Австралії та Білорусії.
Перебуваючи серед лідерів німецької національної збірної, пройшла відбір на Олімпійські ігри в Афінах — тут спільно з Катрін Борон, Мануелою Лутце та Майкою Еверс знову перемогла у програмі парних четвірок, ставши дворазовою олімпійською чемпіонкою. Незабаром після закінчення цих змагань ухвалила рішення завершити спортивну кар'єру.
Була одружена з колегою з німецької збірної Іраджем ель-Калькілі і на деяких змаганнях виступала під прізвищем чоловіка.

## Виступи на Олімпіадах
| Олімпіада   | Дисципліна     | Місце |
| ----------- | -------------- | ----- |
| Сідней 2000 | парні четвірки | 1     |
| Афіни 2004  | парні четвірки | 1     |

## Зовнішні посилання
- Керстін Ковальські — олімпійська статистика на сайті Sports-Reference.com (англ.) (архівна версія)
- Керстін Ковальські на сайті FISA.